# Mount Trutch
Mount Trutch är ett berg i Kanada.   Det ligger i provinsen Alberta, i den centrala delen av landet, 3 100 km väster om huvudstaden Ottawa. Toppen på Mount Trutch är 3 246 meter över havet.
Terrängen runt Mount Trutch är huvudsakligen bergig, men åt nordost är den kuperad.Trakten runt Mount Trutch är nära nog obefolkad, med mindre än två invånare per kvadratkilometer.. Det finns inga samhällen i närheten. 
Trakten runt Mount Trutch är permanent täckt av is och snö.